# Rated R
A Rated R Rihanna barbadosi R&B-énekesnő negyedik stúdióalbuma. Az album 2009. november 23-án jelent meg az USA-ban a Def Jam Recordingsnál. Első kislemeze, a "Russian Roulette", melynek írói és producerei Chuck Harmony és Ne-Yo énekes-dalszövegíró, 2009. október 20-án jelent meg. Az albumból 181,000 példány kelt el az első héten az USA-ban, mellyel a Billboard 200-as listán 4. lett. Az albumból eddig 3,5 millió darab kelt el világszerte.

## Háttér
Rihanna előző albuma, a Good Girl Gone Bad kereskedelmi szempontból nagy siker volt, és általában jó kritikákat kapott a zenei kritikusoktól is. Az albumnak 5 top 10-es kislemeze lett (amelyből három vezette is az amerikai slágerlistát) és tartalmazza az Umbrella című dalt, amellyel 27 országban lett első. A Rated R album esetében sok feltételezés született arról, hogy az album egyes dalai Chris Brownról szólnak, az énekesnő volt partneréről, aki fizikailag bántalmazta Rihannát. Ne-Yo, aki a múltban is több dalt írt Rihannának, azt nyilatkozta, hogy nem írt Brown-ellenes dalokat Rihannának, mert úgy gondolja, hogy nincs szüksége arra, hogy ilyen dalokat énekeljen vagy írjon és különben is barátok Chrisszel. Chuck Harmony, aki az album első kislemezének producere, sem gondolja azt hogy az albumon vannak olyan számok, amikről az embereknek Chris Brown jutna eszébe.

## Felvételek
2009 elején kezdődtek az album dalainak felvételei. Rihanna számos neves producerrel és dalszövegíróval dolgozott együtt, többek között Chuck Harmonyval, The-Dreammel, Christopher "Tricky" Stewarttal, Chase & Status-szal, a Stargate-tel , Demóval és Justin Timberlake-kel. 2009 márciusában csatlakozott hozzájuk Adonis Shropshire, aki új ötletekkel és tanácsaival segítette az album készítésének munkálatait.
Rihanna az album legtöbb dalát 2009 nyarán énekelte fel. A legtöbbet Ne-Yo-val dolgozott az albumon. Ketten együtt számos dalt vettek fel, amikről Ne-Yo pontosan nem is tudta, melyek fognak közülük felkerülni az albumra. Miközben együtt dolgoztak, Rihanna érezte, hogy nem ugyanaz a lány, aki néhány évvel ezelőtt volt, és kijelentette, hogy most sokkal jobban érzi magát a bőrében. Rihanna sötét dalokat kért az albumra, de nem hagyományos rossz hangulatúakat, hanem olyan sötét dalokat, amelyeknek van jelentésük.
Később Rihanna az album felvételein együtt dolgozott még a Chase & Status producerduóval. Miután meghallgatta egyik dalukat, a Saxon-t, Rihanna felvette velük a kapcsolatot és felkérte őket, hogy dolgozzanak közösen, mert az ő zenéjükhöz hasonló dolgot is szeretett volna az albumra. Több hétig dolgoztak együtt Rihannával egy nyilvánosságra nem hozott helyen. A Chase & Status olyan dalokon dolgozott Rihannával, amiknek dubstep hangulatúak. Rihanna 2009 októberében kezdte meg a munkát Tricky Stewarttal és The-Dreammel. Az egyik MTV-s interjújában még megemlített egy új dalszövegírót, RJ-t, aki szintén segítette az album elkészítését. Habár Stewart eredetileg azt nyilatkozta, hogy The-Dream csak egy számot írt az albumra, később The Dream elmondta egy MTV-interjúban, hogy két számot írt, a Hard-ot és a Rockstar 101-t. Soulja Boy Tell Em megerősítette, hogy őt is megkérték arra, hogy írjon egy dalt az albumra, és annak ellenére, hogy megtette, az ő dala végül nem került fel a végleges számlistára.

## Illusztráció
2009. október 8-án Rihannáról olyan képek kerültek a nyilvánosság elé, amiken Berlinben testszínű ruhában és fehér bundában van. A fotókról azt gondolták, hogy az album borítójához készülnek. Ezeket a képeket Ellen von Unwerth divatfotós készítette, akinek a nevéhez fűződik még Janet Jackson The Velvet Rope (1997), Christina Aguilera Back to Basics (2006) és Britney Spears Blackout (2007) albumának borítófotója is. Az album borítója 2009. október 27-én jelent meg. A fekete-fehér borítón Rihanna rosszkedvű, merengő pózban látható. Bőrruhát visel, ami a kezét is befedi, a jobb kezével letakarja a szemét és ennek a kezének ujjain egy tekervényes gyűrű van. A borítót egy 80-as évekbeli Grace Jones-albumborítóhoz hasonlítják.

## Kislemezek
- Az album első kislemeze, a Russian Roulette 2009. október 20-án jelent meg az amerikai rádiókban. 2009. november 3-ától lehetett letölteni az USA-ban. A dal a 100. helyen debütált az amerikai Billboard Hot 100 slágerlistán és később elérte a 9. helyet, ezzel ez lett Rihanna 12. top 10-es száma. Több országban bekerült a Top 10-be.
- Az album második kislemeze, a Hard 2009. november 2-án jelent meg az amerikai rádiókban. A dalban közreműködik Young Jeezy amerikai rapper. A Billboard Hot 100 listán a 8. helyet érte el, úgy hogy még csak a rádiókban jelent meg. Annak ellenére, hogy csak Észak-Amerikában jelent meg, több országban jól szerepelt.
- A 3. kislemeze, a Rude Boy 2010. február 9-én jelent meg az amerikai rádiókban. A Hot 100-on 1. lett, így ez a Rated R legjobb helyet elérő kislemeze és egyben 6. number one-ja a listán. Ausztráliában 1., míg az Egyesült Királyságban 2. lett.
- A 4. kislemez a Rockstar 101 lett és 64. helyen végzett az amerikai Billboard Hot 100-on.
- Az utolsó (5.), kislemez Te Amo 2010. májusában jelent meg és jól szerepelt az európai országokban.

## Dallista
|     | Cím                                  | Szerző(k)                                                                                          | Producer(ek)                | Hossz |
| --- | ------------------------------------ | -------------------------------------------------------------------------------------------------- | --------------------------- | ----- |
| 1.  | Mad House                            | Makeba Riddick, Will Kennard, Saul Milton, Robyn Fenty                                             | Chase & Status              | 1:34  |
| 2.  | Wait Your Turn                       | James Fauntleroy II, Mikkel S. Eriksen, Tor Erik Hermansen, Kennard, Milton, Takura Tendayi, Fenty | Chase & Status, StarGate    | 3:46  |
| 3.  | Hard (közreműködik Young Jeezy)      | Terius Nash, Christopher Stewart, Fenty, Jay Jenkins                                               | The-Dream, Tricky Stewart   | 4:10  |
| 4.  | Stupid in Love                       | Shaffer Smith, Eriksen, Hermansen                                                                  | StarGate, Ne-Yo             | 4:01  |
| 5.  | Rockstar 101 (közreműködik Slash)    | Nash, Stewart, Fenty                                                                               | The-Dream, Tricky Stewart   | 3:58  |
| 6.  | Russian Roulette                     | Smith, Chuck Harmon                                                                                | Chuck Harmony, Ne-Yo        | 3:48  |
| 7.  | Fire Bomb                            | Fauntleroy II, Brian Kennedy, Fenty                                                                | Brian Kennedy               | 4:17  |
| 8.  | Rude Boy                             | Eriksen, Hermansen, Ester Dean, Riddick, Rob Swire, Fenty                                          | StarGate, Rob Swire         | 3:43  |
| 9.  | Photographs (közreműködik will.i.am) | William Adams, Jean Baptiste, Michael McHenry, Allan Pineda, Alain Whyte                           | will.i.am                   | 4:46  |
| 10. | G4L                                  | Kennard, Milton, Fauntleroy II, Fenty                                                              | Chase & Status              | 3:59  |
| 11. | Te Amo                               | Eriksen, Hermansen, Fauntleroy II, Fenty                                                           | StarGate                    | 3:28  |
| 12. | Cold Case Love                       | Justin Timberlake, Robin Tadross, Fauntleroy II                                                    | The Y's                     | 6:04  |
| 13. | The Last Song                        | Fauntleroy II, Kennedy, Ben Harrison, Fenty                                                        | Brian Kennedy, Ben Harrison | 4:16  |

| 13. | Russian Roulette (Donni Hotwheel Remix)          | Shaffer Smith, Robyn Fenty       | Donni Hotwheel | 3:02 |
| 14. | Hole in My Head (közreműködik Justin Timberlake) | Fauntleroy II, Fenty, Timberlake | The Y's        | 4:06 |

## Listás helyezések
| Slágerlista (2009)                   | Legmagasabb helyezés |
| ------------------------------------ | -------------------- |
| Ausztrál ARIA albumeladási lista     | 12                   |
| Osztrák albumeladási lista           | 7                    |
| Belga albumeladási lista (Flamand)   | 16                   |
| Belga albumeladási lista (Wallon)    | 16                   |
| Kanadai albumeladási lista           | 5                    |
| Holland albumeladási lista           | 22                   |
| Finn albumeladási lista              | 14                   |
| Francia albumeladási lista           | 10                   |
| Francia Digitális albumeladási lista | 1                    |
| Német albumeladási lista             | 4                    |
| Ír albumeladási lista                | 7                    |
| Olasz albumeladási lista             | 33                   |
| Japán Oricon albumeladási lista      | 10                   |
| Mexikói albumeladási lista           | 51                   |
| Új-Zélandi RIANZ albumeladási lista  | 14                   |
| Norvég albumeladási lista            | 1                    |
| Lengyel albumeladási lista           | 5                    |
| Spanyol albumeladási lista           | 23                   |
| Svéd albumeladási lista              | 19                   |
| Svájci albumeladási lista            | 1                    |
| Angol albumeladási lista             | 9                    |
| Angol R&B albumeladási lista         | 4                    |
| USA Billboard 200                    | 4                    |
| USA Top R&B/Hip-Hop Albums           | 1                    |

## Eladások és minősítések
| Ország             | Szövetség | Minősítés  | Eladások   |
| ------------------ | --------- | ---------- | ---------- |
| Ausztrália         | ARIA      | platina    | 70.000+    |
| Franciaország      | SNEP      | Arany      | 50,000+    |
| Írország           | IRMA      | Platina    | 15,000+    |
| Lengyelország      | ZPAV      | Platina    | 30,000+    |
| Németország        | IFPI      | Arany      | 100,000+   |
| Oroszország        | NFPF      | Arany      | 50,000+    |
| Svájc              | IFPI      | Platina    | 30,000+    |
| Egyesült Királyság | BPI       | 2x Platina | 600,000+   |
| USA                | RIAA      | Platina    | 1.017.000+ |

## Megjelenések
| Ország             | Megjelenés         | Kiadó(k)              | Formátum               |
| ------------------ | ------------------ | --------------------- | ---------------------- |
| Belgium            | 2009. november 18. | Def Jam Records       | CD, Digitális letöltés |
| Írország           | 2009. november 20. | Def Jam Records       | CD, Digitális letöltés |
| Ausztrália         | 2009. november 20. | Def Jam Records       | CD, Digitális letöltés |
| Németország        | 2009. november 20. | Def Jam Records       | CD, Digitális letöltés |
| Lengyelország      | 2009. november 21. | Def Jam Records       | CD, Digitális letöltés |
| Egyesült Királyság | 2009. november 23. | Mercury Records       | CD, Digitális letöltés |
| USA                | 2009. november 23. | Def Jam Records       | CD, Digitális letöltés |
| Dánia              | 2009. november 23. | Def Jam Records       | CD, Digitális letöltés |
| Kanada             | 2009. november 23. | Def Jam Records       | CD, Digitális letöltés |
| Brazília           | 2009. november 24. | Universal Music Group | CD, Digitális letöltés |
| Spanyolország      | 2009. november 24. | Universal Music Group | CD, Digitális letöltés |
| Argentína          | 2009. november 26. | Universal Music Group | CD, Digitális letöltés |
| Chile              | 2009. november 26. | Universal Music Group | CD, Digitális letöltés |